# Урта-Харгана
Урта-Харгана — село Ононского района Забайкальского края в составе Большевистского сельского поселения.

## Географическое положение
Село расположено в южной части района на расстоянии примерно 26 километров на юго-запад по прямой от районного центра села Нижний Цасучей.

## Климат
Климат резко континентальный с длительной (чуть меньше 180 дней) холодной зимой, заметно меньшим по продолжительности (в среднем 110—112 дней) и сравнительно теплым летом, короткими (до 35—40 дней) переходными сезонами года, не достаточным количеством осадков, особенно в зимнее, весеннее и раннелетнее время. Средняя температура воздуха по району составляет — 1,8 °С, −1,4 °С. Средняя январская температура воздуха составляет −24 °С, −26 °С при абсолютном минимуме — 52 °С. Средняя июльская температура воздуха варьирует от +18 °С до +20 °С при абсолютном максимуме +40 °С.

## Население
Постоянное население в 2002 году составляло 74 человека (русские 66 %, буряты 27 %), 62 человека в 2010 году.